# Antoine Vollon

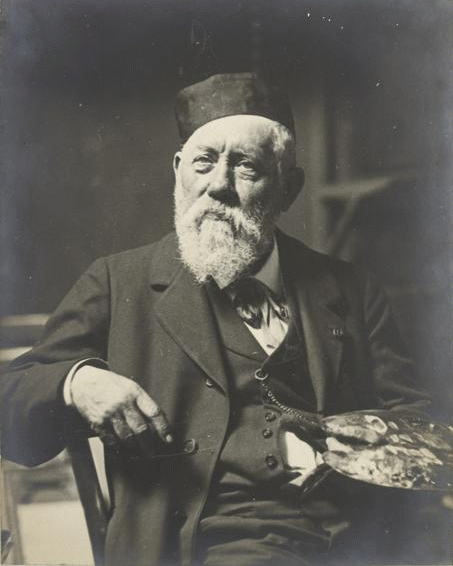
Antoine Vollon, 1897.

Antoine Vollon, född den 20 april 1833 i Lyon, död den 27 augusti 1900 i Paris, var en fransk målare. Han var far till Alexis Vollon.
Vollon utbildade sig först vid akademien i sin födelsestad, var sedan elev av Ribot i Paris. Han blev sin tids främste stillebenmålare (havsfisk, frukt, blommor, vilt, gamla vapen och konstsaker, allt målat med överlägsen friskhet och saftig kolorit). Han visade sig för övrigt högst mångsidig, målade köksinteriörer och kvinnor vid sin sömnad, ateljéscener, stora figurtavlor som Femme du Pollet, en bondkvinna med sin korg på ryggen, skildrad med bred, snart sagt monumental, pensel (1876), även karaktärsporträtt, landskap, franska stadsbilder och holländska kanalutsikter. Bland hans representativa tavlor märks Köksinteriör (1865), Kuriosa (1884, i Luxembourgmuseet, som även äger Havsfiskar 1886, och Hamnen i Antwerpen), Karnevalsscen, Efter balen, Ett hörn av ateljén. Nationalmuseum i Stockholm äger Spansk gitarrspelare (odaterad). Vollon blev ledamot av Institutet 1898.